# シャルル1世 (ブルボン公)
シャルル1世（Charles Ier, 1401年 - 1456年12月4日）は、ブルボン公およびオーヴェルニュ公（在位：1434年 - 1456年）、クレルモン伯。公位を継承したのは父ジャン1世の死後であるが、ジャン1世は1415年のアジャンクールの戦いで捕虜となったまま1434年にロンドンで死去しており、実質的にはその間に既に所領の統治を行っている。母はベリー公ジャン1世の娘でオーヴェルニュ女公のマリー・ド・ベリーである。

## 生涯
1416年に母方の祖父ベリー公が死去したことにより、オーヴェルニュとモンパンシエがブルボン家に相続されるはずだった。しかし王家（ヴァロワ朝）がこれを認めず、1425年になって2つの領土相続が認められたが、王家が課税権・裁判権などを確保、ブルボン家断絶後所領は全て王家に譲られることを約束した上での決定だった。
百年戦争の間はブルゴーニュ派に敵対するアルマニャック派の一員としてフランス国王シャルル7世に対して忠実であり、1428年から始まったオルレアン包囲戦ではジャン・ド・デュノワ、ラ・イルらと共にオルレアンの救援に赴いたが、1429年2月12日のニシンの戦いで包囲側のイングランド軍輜重隊を叩こうとしてジョン・ファストルフに逆襲され敗北、デュノワらと対立して勝手にオルレアンから離脱した。しかしシャルル7世に引き続き仕え、同年9月ではパリ包囲戦に苦戦中のジャンヌ・ダルクに使者としてシャルル7世の攻撃中止命令を伝達、1430年にコンピエーニュへ派遣されフランスからブルゴーニュへの引渡しを命じている（成功せず）。
1435年にアラスへフランス・ブルゴーニュ講和会議の使者の1人として参加、アラスの和約を締結させた。しかし、シャルル7世とアルテュール・ド・リッシュモン大元帥が進める軍制改革と貴族への課税に反発、宮廷がメーヌ伯シャルル4世を中心とする派閥で占められ自派が排除されたことも重なり、1440年にデュノワやアランソン公ジャン2世など他の貴族達と共にルイ王太子を擁立して反乱（プラグリーの乱）を起こし、リッシュモンに早期鎮圧され所領の一部を没収されている。
1456年に55歳で死去、長男のジャン2世が公位を継いだ。

## 子女
1425年にブルゴーニュ公ジャン1世（無怖公）の娘アニェス（1407年 - 1476年）と結婚した。2人の間には6男5女が生まれたが、ブルボン家嫡流の男系男子は息子の代で断絶することになる。
- ジャン2世（1426年 - 1488年） - ブルボン公
- マリー（1428年 - 1448年） - ロレーヌ公ジャン2世妃
- フィリップ（1430年 - 1440年）
- シャルル2世（1434年 - 1488年） - リヨン大司教、ブルボン公
- イザベル（1436年 - 1465年） - 従兄であるブルゴーニュ公シャルルの2番目の妃
- ルイ（1438年 - 1482年） - リエージュ司教
- ピエール2世（1438年 - 1503年） - ブルボン公
- マルグリット（1439年 - 1483年） - サヴォイア公フィリッポ2世の最初の妃、ルイーズ・ド・サヴォワの母
- カトリーヌ（1440年 - 1469年） - ゲルデルン公アドルフ妃
- ジャンヌ（1442年 - 1493年） - オランジュ公ジャン2世・ド・シャロン妃
- ジャック（1445年 - 1468年） - モンパンシエ伯